# Księża Wola
Księża Wola – wieś w Polsce, położona w województwie łódzkim, w powiecie rawskim, w gminie Rawa Mazowiecka.
W latach 1975–1998 wieś administracyjnie należała do województwa skierniewickiego
Według Narodowego Spisu Powszechnego Ludności i Mieszkań z 2011 roku liczba ludności we wsi Księża Wola to 257, z czego 47,5% mieszkańców stanowią kobiety, a 52,5% ludności to mężczyźni. W 2002 roku we wsi Księża Wola było 90 gospodarstw domowych. Wśród nich dominowały gospodarstwa zamieszkałe przez dwie osoby - takich gospodarstw były 23.

## Zobacz również
- Księża Wólka
- Księżak